# 1094 км (зупинний пункт)
1094 кіломе́тр — пасажирська зупинна залізнична платформа Донецької дирекції Донецької залізниці. Розташована неподалік від с. Новоселівка, Совєтський район Макіївки, Донецької області на лінії Кринична — Вуглегірськ між станціями Монахове (4 км) та Щебенка (3 км).
Через військову агресію Росії на сході Україні транспортне сполучення припинене, водночас керівництво так званих ДНР та ЛНР заявляло про запуск електропоїзда сполученням Луганськ — Ясинувата, що підтверджує сайт Яндекс.